# Підляшшя (Біла Підляська)
Міський спортивний клуб «Підляшшя» Біла Підляська (пол. Miejski Klub Sportowy Podlasie Biała Podlaska) — польський футбольний клуб з Білої Підляськи, заснований у 1957 році. Виступає у Третій лізі. Домашні матчі приймає на стадіоні МСК «Підляшшя», місткістю 5 000 глядачів.